# ハリー・ポッター (架空の人物)
ハリー・ジェームズ・ポッター（英: Harry James Potter）は、J・K・ローリングの小説『ハリー・ポッター』シリーズおよび、その派生作品に登場する架空の人物であり、同シリーズの主人公。
ホグワーツ魔法魔術学校グリフィンドール寮の男子生徒となる。孤児として母親の親類の伯母夫婦の家で不遇な暮らしをして育った。11歳を迎える年のある日突然、ホグワーツから入学許可証が届いたのをきっかけに、亡くなった両親が魔法使いであったこと、そして出生時に下された予言により、闇の魔法使いヴォルデモートを倒す宿命を自分が負っていると告げられる。マグル界では一介の少年に過ぎない生活を送っていたが、魔法界では本人が戸惑うほど重要な人物として、あまねく人々から知られている。
一人前の魔法使いになるべく、同級生のロン・ウィーズリーやハーマイオニー・グレンジャーらとともに、ホグワーツにて学生生活を送りつつ、宿敵のヴォルデモートなどの闇の魔法使いたちによる数々の陰謀に立ち向かう冒険の日々を通して、たくましく成長していく姿が物語で描かれている。

## 人物

### 名前・外見
魔法界では「生き残った男の子 (The boy who lived) 」と呼ばれる。
髪の毛は黒い癖毛で、瞳は明るい緑色。小顔で細面で、近視のため丸眼鏡を着用。同年代に比べ小柄で痩せているが、第6巻『謎のプリンス』では前巻と比べて身長がかなり伸びたとされている。額にはヴォルデモートの強力な呪いによってつけられた稲妻の形をした傷があり、初対面の人には必ずと言っていいほどよく見られる。また両親を知る人物からは、外見は父の生き写しだが、アーモンド状の緑の目だけは母の目だと言われる。

### 来歴
1980年7月31日、ゴドリックの谷に住む魔法族のポッター家に、長男として生まれる。
1981年10月31日、ポッター家をヴォルデモートが襲撃する。これはハリーが生まれる少しまえ、シビル・トレローニーがアルバス・ダンブルドアに対して「ヴォルデモートを打ち破る者」の誕生を予言し、その予言の一部を盗み聞きしたセブルス・スネイプを通して自身を倒す可能性を秘めた者の存在を知ったヴォルデモートが不安因子を排除しようとしたすえの行動であった。
家を襲撃してきたヴォルデモートに対し、父ジェームズは家族を守るべく戦おうとするが死亡。その後、母リリーも息子を護ろうとして亡くなるが、この時、母の愛情にもとづいた自己犠牲が呪いに対する防御魔法として作用し、ハリーを襲ったヴォルデモートの「死の呪い」を跳ね返した。その結果、当時1歳だったハリーは額の傷ひとつだけで生き残り、逆に弱体化したヴォルデモートは失踪した。
魔法界はヴォルデモートの失踪を喜び、ハリーを「生き残った男の子」 として英雄視するようになる。一方で当のハリーは、母の血縁と同居すれば母の血の守りが継続するというダンブルドアの計らいで、伯母ペチュニア・ダーズリーの家に預けられ、以降、17歳（魔法界の成人年齢）になるまで伯母一家と同居することになる（住所はサレー州リトル・ウィンジング、プリベット通り四番地）。しかし、ダーズリー家は魔法に対して、かたくななまでに否定的な態度を取っており、ハリーは両親や自分が魔法使いであることを知らされないまま、伯母一家の冷遇と虐待を受けながら育った。
1991年7月31日（ハリーの11歳の誕生日）、ホグワーツ魔法魔術学校への入学案内書を手にやってきたルビウス・ハグリッドから自身が魔法使いであることを知らされる。そして9月1日、ホグワーツ魔法魔術学校に入学する。
1年生 - ハリー・ポッターと賢者の石
賢者の石の力による復活をもくろんだヴォルデモートから石を守る。
2年生 - ハリー・ポッターと秘密の部屋
スリザリンの怪物を退治し、「秘密の部屋」事件を解決に導く。その功績から、ロン・ウィーズリーとともにホグワーツ特別功労賞を贈られる。
3年生 - ハリー・ポッターとアズカバンの囚人
アズカバンから脱獄したシリウス・ブラックに命を狙われる。しかし、のちにシリウス本人から両親の死についての真実を明かされ、誤解が解ける。
4年生 - ハリー・ポッターと炎のゴブレット
「三大魔法学校対抗試合」に、本来ならばありえない「4人目の代表者」として参加。ホグワーツ代表のセドリック・ディゴリーと同時優勝を果たす。その後、ハリーとセドリックはヴォルデモートの復活を目撃する。ハリーは辛くも難を逃れるが、セドリックはヴォルデモート自身の手によって命を奪われる。
5年生 - ハリー・ポッターと不死鳥の騎士団
魔法省神秘部で、自身とヴォルデモートに関する「予言」を巡り、死喰い人と戦闘を繰り広げる。その後、ダンブルドアから予言の内容を知らされる。
6年生 - ハリー・ポッターと謎のプリンス
ダンブルドアとの個人授業で、ヴォルデモートの過去と分霊箱の存在を知る。
7年生 - ハリー・ポッターと死の秘宝
ロン・ウィーズリー、ハーマイオニー・グレンジャーとともに、学校に戻らずヴォルデモートの分霊箱を探す旅に出る。そして、最終的にホグワーツの戦いでヴォルデモートを打ち倒す。
その後は魔法大臣キングズリー・シャックルボルトの依頼により、魔法省の闇祓いとなる。2007年には、魔法省の闇祓い局の局長に史上最年少で就任し、たびたびホグワーツに出張し闇の魔術に対する防衛術の講義を行う。また、傷は最後まで消えることはないが、ヴォルデモートを倒してから19年間痛むことは一度もなかったという。

### 性格
正義感が強く、優しさを持つ謙虚な少年である。他者からの評価として、セブルス・スネイプは「父親に似て傲慢（但し、これは彼の父親との確執の過去ゆえに、顔が瓜ふたつのハリーにジェームズの面影が否応なしに重なることからくる偏見によるところが大きい）」、リーマス・ルーピンは「父親に似て友達思い」と評する一方、シリウス・ブラックは「仲間思いは同じだが、基本的には父親似ではない」、アルバス・ダンブルドアは「母親の方に似ている」と評する。
実際に物語において、母リリーに似て正義感が強く謙虚で優しい少年であり、父ジェームズのように自身の才能を誇示するといった傲慢さは見せない。一方で、ハリーは幼少時に魔法界から隔絶され、叔母一家から長期間冷遇されながら育ったため、自分に自信がなくシャイで卑屈な面がある。また、悩みや不安を度々一人で抱え込み、自分だけで解決しようとする。陰湿な環境で育ったことを含め、スネイプとの共通性が多くある（詳細は後述）。
優しさや仲間思いの性格が裏目に出ることも多々あり、ヴォルデモートは「周りで他の奴がやられるのを見ておれぬ奴」と評してその性格を大きな欠陥としており、ロンやハーマイオニーにも同様の点を指摘される。第5巻『不死鳥の騎士団』ではこの友人への侠気を利用されたことが原因で、シリウスを神秘部へ来させる事態にもなる。
一方で頑固な面もあり、無鉄砲な行動を取ることもある。それゆえにやや規則を無視する傾向もあり（スネイプやルーピン曰く父親譲り）、基本的には真面目だが、ホグワーツ在学中は多くの罰則を経験している。激しい怒りを覚えると容赦なく許されざる呪文を使うこともあるが、死の呪文だけは絶対に使うことはない。14 - 15歳（第4 - 5巻）では思春期に加え、ヴォルデモートとの精神的な繋がりから情緒不安定となる。また、皆が闇の魔法使いを恐れて名指しせず「例のあの人」と指す中で、ハリーは恐れずヴォルデモートと呼称する。このハリーの大胆な習慣は、現実の危険を招くものであった。第7巻『死の秘宝』の探索の旅では、死喰い人に居場所を探知される名指しは禁忌であるとロンに注意されていたにもかかわらず、感情が高ぶって口に出し、一行が死喰い人に拉致されるきっかけとなる。

#### スリザリンとの相似的な気質
既述のようにグリフィンドールに所属することになり、両親もグリフィンドール出身であるが、ハリー自身はサラザール・スリザリンがスリザリン生に望んだ能力（臨機の才、巧妙さ、決断力、やや規則を無視する傾向、蛇語能力）も備えている。ハリーの持つ蛇語能力は「パーセルマウス」と呼ばれ、これはヴォルデモートがハリーを殺そうとした際、彼の魂の一部が分割を起こしてハリーの魂にしがみ付いたがためにもたらされた能力であり、ハリーの魂からヴォルデモートの魂が消失すると、それに伴いパーセルマウスではなくなった。作者のローリングによると、ハリー自身はこれを喜んでいるという。
さらにハリーの先祖は、何世紀にも前に姓名が絶えた純血の家系であるペベレル家の三男のイグノタス・ペベレルであり、スリザリン出身のヴォルデモートの先祖はそのペベレル家の次男のカドマス・ペベレルである。つまりハリーとヴォルデモートのその先祖たちは兄弟同士であるので、この事からもハリーがスリザリンに関連していることがわかる。
組分け帽子にも「スリザリンに入れば君は大成する」と言われ、スリザリンに組分けされそうになるが、ロンからスリザリン出身者は闇の魔法使いが多いことを聞き、嫌悪するドラコ・マルフォイがスリザリンに入ったため、組分け帽子にスリザリンへの入寮拒否を希望し、グリフィンドール生となる。

### 才能
学問はあまり好まないため教科によってむらがあるが、ほとんどで成績は平均よりも良好。また、低学年のころから実戦経験が多く、「闇の魔術に対する防衛術」に関してはひときわ優れた能力を持ち、O.W.L試験では学年一位を獲得し、一人前の魔法使いでも困難といわれる「守護霊の呪文」を13歳で成功させる（守護霊は牡鹿）。第5巻で結成されるダンブルドア軍団ではリーダーを務め、他のメンバーに「守護霊の呪文」や「盾の呪文」、「武装解除呪文」、「失神呪文」などの防衛術を教える。また、「『半純血のプリンス』の蔵書」の研究に没頭し、闇の呪文も使用できるようになる。
唯一「閉心術」については、ヴォルデモートの精神干渉を阻止すべく、5学年時にセブルス・スネイプから特別授業を受けることになるが、思いがけず彼のトラウマに触れたこともあり、中途で授業を止める。その後、作中で「閉心術」を使用する描写はないが、ドビーの死をきっかけに心を閉ざす方法を身につけ、ヴォルデモートの怒りをかわす術を得る。
箒（ほうき）の飛行についても父親に似て優れており、ミネルバ・マクゴナガルは「生まれつきそう（＝クィディッチの優秀な選手）なのです」と評する。本人はクィディッチのことを唯一の特技だと思い、寮対抗クィディッチ試合では1年時からシーカーを務め、6年時ではキャプテンを兼任する。一年生でクィディッチの選手になるのは、100年ぶりであった。

### 人間関係

#### 血縁・親族
父は旧家出身の魔法使いジェームズ・ポッター、母はマグル生まれの魔女リリー・ポッター（旧姓エヴァンズ）である。名付け親はシリウス・ブラック。兄弟姉妹はいない。のちにジニー・ウィーズリーと結婚しウィーズリー家と親戚関係になるが、ジニーとロンの父方の祖母セドレーラ・ウィーズリーとみずからがかつて敵対していたドラコ・マルフォイの母ナルシッサ・マルフォイもブラック家出身であるため、ウィーズリー家とマルフォイ家とはもともと血縁関係ということになる（ロンの妹ジニーと結婚したため、ロンとハーマイオニー夫妻はハリーから見て義兄・義姉にあたる姻戚になる）。
第7巻では、前述にもあるように何世紀も前に絶えたと言われた純血の一族ペベレル家の血を引いていたことも明らかになり、ペベレル家の三男のイグノタス・ペベレルがハリーの先祖で、ヴォルデモートの先祖はそのペベレル家の次男のカドマス・ペベレルであり、ハリーとヴォルデモートの先祖たちは兄弟同士ということになるため、ハリーとヴォルデモートは遠い血縁関係にあたる。
母方はエヴァンズ家。親族には伯母ペチュニア・ダーズリー、ペチュニアの夫バーノン・ダーズリー、夫妻の息子である従兄ダドリー・ダーズリーがおり、三人ともマグルである。
以下は裏設定である（『ポッターモア』より）。
父方はポッター家。西イングランドの旧家であるが、マグルにもありふれた姓であり、穢れた血の系統と推測されたために「聖28一族」には含まれなかったと思われる。子孫の多くが近隣のマグル含む人間と結婚した。ポッター家の系統は以下である。
- リンフレッド・ポッター - 12世紀頃。マグル相手に魔法界の薬草から作った良薬を売っていた。歴史家によれば現在でも使われる幾つかの良薬の開発者である。代表的な薬は、骨生え薬や元気爆発薬などである。こうした薬の売上で、7人の子どもたちが生涯安泰なほど財を成した。
- ハードウィン・ポッター - リンフレッドの長男。アイオランシ・ペベレルと結婚し、透明マントを秘密にすることを了承し、伝承とともに継承する。
- アイオランシ・ポッター - ハードウィンの妻。旧姓ペベレル。イグノタス・ペベレルの孫娘。男子の系統がおらず、長女のため透明マントを継承。ゴドリックの谷出身。
- ラルストン・ポッター - ウィゼンガモット法廷メンバー（1612-1652）。機密保持法の支持者。
- ヘンリー・ポッター - ウィゼンガモット法廷メンバー（1913 - 1921）。ハードウィンとアイオランシの直系子孫。第一次世界大戦期にマグルの保護を訴えて魔法省と対立した。このことが、ポッター家が聖28一族から除外される原因の一つとなっている。
- フレモント・ポッター - ヘンリーの息子。スリーク・イージーの直毛薬（第4巻でハーマイオニーが使用）を発売、ポッター家の財産を四倍に増やした（引退する際に会社は売却）。ハリーの祖父。息子ジェームズの結婚を見届けた後、ハリーを見ることなく龍痘で相次いで死亡。
- ユーフェミア・ポッター - フレモントの妻。ハリーの祖母。ハリーが生まれるまえに龍痘で死亡。
- チャールズ・ポッター - シリウス・ブラックの義大叔父。情報公開前は彼の一人息子がジェームズ・ポッターなのではないかと推測されていた。
- ドレア・ポッター - チャールズの妻。旧姓ブラック。シリウス・ブラックの大叔母。ブラック家からポッター家に嫁いだ際、ブラック家の家系図から除外されなかったことが、ポッター家も純血家系であることの間接的な証明になっている。

#### 友人
マグル界では、ダドリーにいじめられていたために学校で孤立しており、友人はいない。一方、魔法界では友人を複数獲得し（とはいえホグワーツ内で孤立を経験することも多々あった）、そのなかでもとくにロン・ウィーズリーとハーマイオニー・グレンジャーのふたりは特別に仲の良い友人（親友）となる。ロンとはホグワーツ魔法魔術学校に入学するまえ、ホグワーツ特急のコンパートメントで一緒になって以来の付き合いであり、その関係でロンの実家であるウィーズリー家の面々とも親しくなる。ただ、4巻で一度仲違いした事もあった。ハーマイオニーへの当初の印象は好ましくなかったものの、トロールに襲われているところをロンとともに助けたことがきっかけで親しくなり、それ以来三人で行動することが多くなる（ただし、こちらも第3巻で一時仲違いする）。それ以外の友人については下記を参照。
- ルビウス・ハグリッド（ハリーの魔法界および魔法族においての最初の知人・友人）
- ネビル・ロングボトム
- シェーマス・フィネガン（第5巻で一時仲違いするが、のちに和解）
- ディーン・トーマス
- パーバティ・パチル（第4巻で、クリスマス・ダンスパーティでハリーと一緒に踊る）
- パドマ・パチル（パーバティの双子の妹）
- ラベンダー・ブラウン
- ビル・ウィーズリー
- フラー・デラクール（第7巻でビルと結婚）
- チャーリー・ウィーズリー
- パーシー・ウィーズリー（第5巻から仲違い状態が続くが、第7巻で和解）
- フレッドとジョージ・ウィーズリー（悪戯専門店を経営）
- リー・ジョーダン（フレッドとジョージの悪友）
- オリバー・ウッド（ハリーが1年生のときのグリフィンドール・クィディッチ・チームのキャプテン）
- アンジェリーナ・ジョンソン（第5巻でキャプテンを引き継ぐ）
- アリシ ア・スピネット
- ケイティ・ベル
- アンドリュー・カーク
- ジャック・スローパー
- デメルザ・ロビンズ
- ジミー・ピークス
- リッチー・クート
- コリン・クリービー（ハリーの大ファン）
- デニス・クリービー（コリンの弟）
- ナイジェル・ウォルパート（映画版のみ登場）
- セドリック・ディゴリー（三大魔法魔術学校対抗試合で、ハリーとともに最後の難関をクリアしたあと、ピーター・ペティグリューに殺害される）
- ルーナ・ラブグッド（父は「ザ・クィブラー」の編集長、ゼノフィリウス・ラブグッド）
- アーニー・マクミラン
- ハンナ・アボット
- スーザン・ボーンズ
- ジャスティン・フィンチ＝フレッチリー
- アンソニー・ゴールドスタイン
- テリー・ブート
- マイケル・コーナー（ジニーの初めての交際相手）
- ビクトール・クラム
- リーマス・ルーピン（第3巻の「闇の魔術に対する防衛術」の教師）
- ニンファドーラ・トンクス
- ホラス・スラグホーン（スリザリン出身の友人はスラグホーンのみであり、スラグホーンからロンとともに友人と呼ばれる）

#### 好意
恋愛には基本的に奥手である。第4巻でレイブンクロー寮のシーカーである美少女チョウ・チャンに一目惚れし、初恋を経験する。その後、5巻で2人は交際を始め、ハリーは初めてのキスをチョウと交わす。しかし、それから間もなく別れることになる（破局に至る経緯は、小説と映画で異なる）。
グリフィンドール寮のクィディッチチームとダンブルドア軍団に入ったロンの妹ジニー・ウィーズリーからは、彼女がホグワーツに入学する以前から憧れを抱かれていたが、ハリーの方も親しくなるうちジニーを異性として意識するようになり、いつしか真剣な恋に落ちる。第6巻では、ロンが開心術の使い手でないのを感謝するほどジニーの夢を頻繁に見るなど、ジニーへの思いが抑えられなくなる。しかしながら、ジニーには当時交際相手がいた上、ロンの手前もあって恋心を誰にも打ち明けられず、ハリーは逡巡する日々を強いられる。しかし、ハリーがひそかに起こしたある出来事を機に、ジニーは不仲だった交際相手ディーンと別れ、ジニーとの関係に進展の兆しが見え始める。
その後、クィディッチ対抗戦でグリフィンドール寮チームが優勝した夜、ハリーは駆け寄ってきたジニーと思わず抱き合い、他の寮生たちの見ているまえで、熱いキスを交わす。この夜を機に、2人は皆が公認のカップルとして交際を開始する。第6巻終盤、ヴォルデモートと決着をつけることを決意したハリーは、ジニーの安全を守るために彼女へ別れを告げるが、戦いの終結後に結婚し、三人の子供に恵まれる。
このほか、第2巻では嘆きのマートル、第6巻ではロミルダ・ベインにそれぞれ好意を寄せられる様子が描かれる。またパーバティ・パチルとは、第4巻のダンスパーティーのパートナーとなる。

#### 嫌悪
同学年のスリザリン寮生のドラコ・マルフォイには最悪の第一印象を抱き、入学前から対立関係となる。劇中では、流血の決闘も繰り広げた。ドラコ以外のスリザリン生とも基本的に折り合いが悪い。
ダーズリー一家に対しては表向きは服従しつつも、内心では強い憎しみを抱いている。一家の親戚であるマージョリー・ダーズリーとは特に折り合いが悪く、手ひどい侮辱を浴びせられ、無意識のうちに魔力を暴走させるほどの激しい怒りをあらわにする。彼らに関しては事情を知ったうえで、マージを除いて最終的には和解する。
ハリー最大の敵は両親の仇であるヴォルデモートであり、額の傷にある呪いを通じて精神的に繋がっている。またヴォルデモートの部下である死喰い人、その中でもシリウスを殺害したベラトリックス・レストレンジを憎悪するようになり、ハリーが初めて「許されざる呪文」のひとつである「磔の呪い」を使う相手となる。
自身が尊敬するダンブルドアを追放し、自分や友人達にも執拗な嫌がらせを行ったドローレス・アンブリッジの事も激しく嫌悪している。ホグワーツ追放後の彼女とも対峙しており、失神呪文をかけて無力化した。
スリザリンの寮監でグリフィンドール生に対して冷たく、その中でもジェームズの息子と言う理由で自身を目の敵にして辛く当たるセブルス・スネイプとも長らく犬猿の仲であったが、第7巻でスネイプの過去を知り、考えを改めて尊敬するようになる。ただ、スネイプのほうはジェームズに対する憎しみの根が深く、内心では気に掛けながらも死の間際まで終始突き放した態度をとり、直接和解することはなかった。なお、ハリーとスネイプの共通点として、半純血であることや、幼少期に陰湿な環境で養育されたこと、不器用で口下手な性格であること、ホグワーツ在学中に明確に敵意を持った同級生がいたこと、極めて優秀な魔法使いであること、ヴォルデモート・不死鳥の騎士団両方と強い関係性があること、グリフィンドール・スリザリン両方に適性を持ち合わせている点などがある。また、三大魔法学校対抗試合ではスネイプの魔法薬の材料を使用し、スネイプから閉心術の個人授業を受けたり、スネイプの記述した「『半純血のプリンス』の蔵書」の研究に没頭したりもする。スネイプの最期を看取るのもハリーである。

#### ホグワーツの戦い終結後
ヴォルデモートとの決戦であるホグワーツの戦いの終結後はホグワーツには復学せず、ロンやネビルとともに魔法省に入省して闇祓いとなる。そしてジニー・ウィーズリーと結婚し、2男1女をもうける。子供たちはポッター家、ウィーズリー家、ブラック家、ペベレル家の血を引く。また、ルーピン夫妻の息子テディ・リーマス・ルーピンの後見人も務める。
- ジェームズ・シリウス・ポッター（長男）
- アルバス・セブルス・ポッター（次男）
- リリー・ルーナ・ポッター（長女）

### 財産・ペット
両親の遺産
ハリーの両親は多額の遺産を残しており、それはすべてグリンゴッツ魔法銀行の金庫に預けられている。ハリーは夏休みに必要分の資金を下ろす。
杖
作中でハリーが手に入れる杖は4本ある。
1本目は、ホグワーツ入学時にオリバンダー老人から購入する杖（値段は7ガリオン）。本体は柊、芯は不死鳥（ダンブルドアのペット・フォークス）の尾羽根、28センチ。良質でしなやか。ヴォルデモートの杖とは芯が同じ（＝兄弟杖）。7巻の中盤で折れるが、終盤ニワトコの杖を使って直す（映画版では、この描写はない）。
2本目は、分霊箱を探す旅から離脱したロンが「人さらい」から奪う杖。本体はリンボク。魔力はハーマイオニーが作った小さな火を、ひと振りで火炎放射器のような炎に変えるほどすさまじい。ロンが再合流した際に貰い受けるが、ハリーの手には馴染まない。第7巻後半で捕らえられていたマルフォイ邸から脱出する際に、持ち出せずに置いていく。
3本目は、マルフォイ邸から脱出する際にドラコから奪い取った杖。本体はサンザシ、芯は一角獣のたてがみ、25センチメートル。あるていど弾力性がある。この杖で、ハリーはヴォルデモートを倒す。
4本目は、ヴォルデモートがダンブルドアの墓から盗み出すニワトコの杖。ヴォルデモートを倒したことで杖の本体を手に入れるが（忠誠心はそれ以前に得ていた）、ハリーはこの杖で自分の杖を直した後、ダンブルドアの墓に戻す（映画版では決戦後、杖をへし折って捨てる）。
ペット
ヘドウィグ
ハリーが初めてダイアゴン横丁を訪れた際に、ハグリッドにイーロップのふくろう百貨店で誕生日プレゼントとして買ってもらい、飼うようになる白ふくろう。第7巻でダーズリー家から空飛ぶバイクで移動する際に、死喰い人の「死の呪い」に当たり絶命する。
猫
ハリーが小さいころ、ポッター家で猫を飼っていたとされ、第7巻のリリーからシリウスへの手紙では「ハリーがおもちゃのほうきで飼い猫を轢きかけた」とある。この猫のその後についての記述はない。

クィディッチ用箒
1年次、寮のクィディッチ代表チームに加入するため、ミネルバ・マクゴナガルからニンバス2000を贈られる。この箒は3年次、暴れ柳に破壊される。
その後、シリウスからファイアボルトを贈られる。この箒は第7巻序盤、「隠れ穴」への移動作戦中に落とし、以降も拾う描写はない。
透明マント
死の秘宝のひとつ。もとは父ジェームズが所有していたものだが、ジェームズがダンブルドアに貸しているあいだにジェームズが亡くなり、以後ダンブルドアが保管していた。第1巻で、ダンブルドアからハリーに渡される。
忍びの地図
ムーニー、ワームテール、パッドフット、プロングズの4名の手で作られた、ホグワーツ城と学校の敷地全体の地図。3年時に、フレッドとジョージ・ウィーズリーから贈られる。
ブラック家の遺産
シリウスの死後、その遺言により相続する。
ブラック邸
ロンドン市グリモールド・プレイス12番地にある、ブラック家の屋敷。
クリーチャー
ブラック家に仕える屋敷しもべ妖精。相続された当初は互いに嫌悪するが、レギュラス・ブラックのロケットをプレゼントしたところ、互いに嫌悪の気持ちはなくなり、従順になる（映画版では省略されている）。

金のスニッチ
ハリーが初のクィディッチの試合で、飲み込みかけるスニッチ。ダンブルドアの死後、遺言により相続する品。
スニッチのなかには蘇りの石が入っている。加えてダンブルドアはスニッチに魔法をかけ、「終わる時」にスニッチが開き、蘇りの石を手に入れられるよう仕組んでいた。
またダンブルドアは、グリフィンドールの剣もハリーに相続させようとするが、こちらはルーファス・スクリムジョール（魔法大臣）に阻止される。
腕時計
魔法界での成人年齢である17歳の誕生日に隠れ穴でモリーから贈られる品で、モリーの弟フェービアン・プルウェットの遺品。

## ハリーを演じた人物
俳優
- ダニエル・ラドクリフ - 映画版

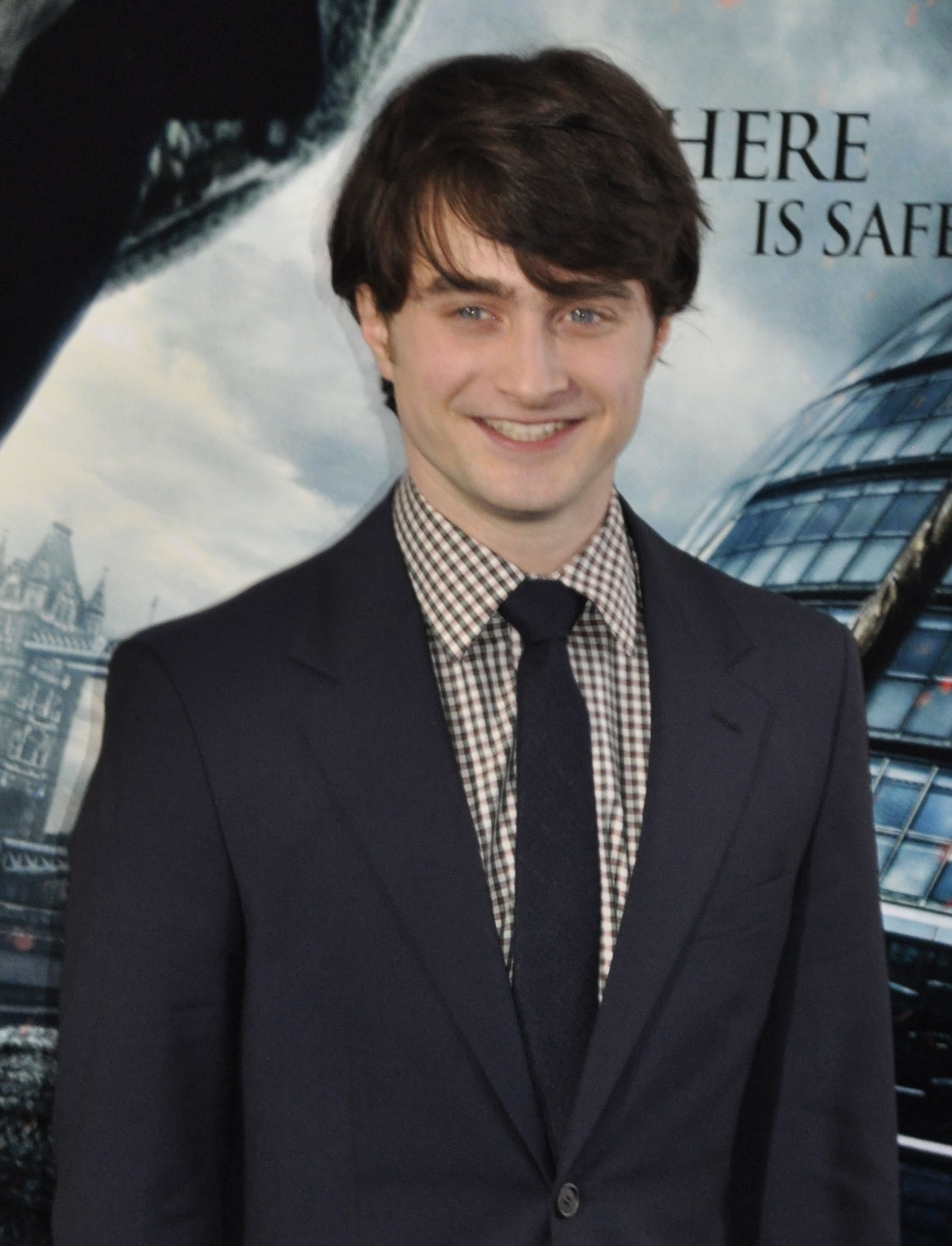
ダニエル・ラドクリフ（2010年、『ハリー・ポッターと死の秘宝 PART1』のプレミアにて）

- サンダース・トリプレットス - 映画『賢者の石』（赤ん坊）
- トビー・パプワース - 映画『死の秘宝 PART2』（赤ん坊）
- ジェイミー・パーカー - 舞台『呪いの子』ロンドン公演

声優
- 小野賢章 - 映画版・日本語吹替、ゲーム『魔法同盟』
- 矢島晶子 - ゲーム版『賢者の石』『秘密の部屋』
- 山口勝平 - ゲーム版『クィディッチワールドカップ』『アズカバンの囚人』
- 山本泰輔 - ゲーム版『炎のゴブレット』